# Tanten
Tanten är en bok av Maria Gripe utgiven 1970.

## Handling
Boken handlar om pojken Frans som motvilligt följer med sin pappa och mamma till pensionat Solvik, där hans pappa tillbringat alla sina somrar. Frans befarar en urtråkig sommar, men då dyker Tanten upp. Hon är en rivig, fartfylld medelålders kvinna som sätter sprätt på både Frans sommar och på pensionat Solvik - något som definitivt inte ses med blida ögon av en del av gästerna. Tillsammans med Tanten upplever Frans mycket spännande och får samtidigt nya dimensioner av livet.